# Bradypterus bangwaensis
Bradypterus bangwaensis (лат.) — вид воробьиных птиц из семейства сверчковых. Подвидов не выделяют.

## Распространение
Обитают на территории Камеруна и Нигерии.

## Описание
Длина тела 14-15 см. Ярко окрашены. Хвост из двенадцати довольно широких перьев. Голова сбоку темно-коричневая, над бровью длинная светло-охристая черта. Макушка и верхняя сторона тела в целом, включая корону и верхнюю часть крыла темно-рыжевато-коричневые. Хвост темно-рыжий. Горло и центральная часть низа беловатые, они контрастируют с рыжевато-коричневыми грудкой, боками и подхвостьями. Радужные оболочки коричневые. Клюв черновато-коричневый, причем нижняя часть светлее. Ноги коричневые.
Самцы и самки выглядят одинаково. Молодые особи окрашены более тускло, чем взрослые птицы, нижняя сторона тела у них желтоватая.

## Биология
Питаются, предположительно, мелкими беспозвоночными. Миграций не совершают.